# Mallory Swanson
Mallory Pugh Swanson, född 20 april 1998 i Highlands Ranch, är en amerikansk fotbollsspelare.

## Karriär
Mallory Swanson inledde efter spel på collegenivå sin seniorkarriär i Washington Spirit år 2018. 2021 kontrakterades hon av Chicago Red Stars. Hon debuterade i USAs landslag år 2016. Hon ingick i det amerikanska lag som tog VM-guld 2019, och hon ingick även i det amerikanska lag som vid olympiska sommarspelen 2024 i Paris tog guld efter att ha besegrat Brasilien i finalmatchen där Swanson gjorde matchens enda mål.